# 栗原裕康
栗原 裕康（くりはら ひろやす、1948年（昭和23年）12月14日 - ）は、日本の政治家。
静岡県沼津市長（2期）、衆議院議員（2期）、静岡県議会議員（1期）を務めた。
防衛庁長官や労働大臣を務めた元衆議院議員の栗原祐幸は父。

## 概要
静岡県三島市出身。静岡県立沼津東高等学校、慶應義塾大学経済学部卒業。三光汽船勤務を経て、衆議院議員で父である栗原祐幸の秘書を務める。
1991年、静岡県議会議員選挙に立候補し、初当選。1993年、静岡県議を任期途中で辞職。
父の引退に伴い、旧静岡2区の地盤を引き継いで第40回衆議院議員総選挙に自由民主党公認で立候補し、当選した。
1996年の第41回衆議院議員総選挙では、小選挙区比例代表並立制の導入に伴い静岡6区から自民党公認で立候補したが、旧民主党公認の渡辺周らに敗れ、重複立候補していた比例東海ブロックで復活当選となり、再選。
2000年の第42回衆議院議員総選挙では、静岡7区からの立候補を模索したが、現職の木部佳昭に公認争いで敗れたため、無所属で立候補。保守票の分裂により民主党新人の細野豪志が当選し、自民党公認の木部、無所属の栗原はいずれも敗れた。
2003年の第43回衆議院議員総選挙では、再び静岡6区に国替えして自民党公認で出馬するが、民主党前職の渡辺に敗れ、比例復活もならず落選した。
2008年、沼津市長選挙に無所属で立候補し、当選。2012年、沼津市長に再選。
2016年10月に行われた沼津市長選挙で3選目を目指したが、無所属で新人の大沼明穂に倍の票差を付けられて、落選した。同年11月9日、任期満了により退任した。